# Aleksandar Todorovski
Aleksandar Todorovski (Mazedonisch: Александар Тодоровски; * 26. Februar 1984 in Kraljevo, SFR Jugoslawien (heute Serbien)) ist ein mazedonischer Fußballspieler. Er spielt meistens auf der Position eines rechten Abwehrspielers, kommt aber auch in der Innenverteidigung oder links zum Einsatz.

## Karriere
Der im heutigen Serbien geborene Mazedonier begann seine Karriere beim damaligen serbischen Zweitligisten FK Radnički Belgrad. Von dort aus wechselte er 2005 nach Zypern zu APOEL Nikosia. Beim Topklub in Zyperns Hauptstadt konnte er sich aber nicht durchsetzen und wechselte ablösefrei zu Digenis Akritas Morphou. Der Klub stieg dann ab und Todorovski verließ ihn nach nur einer Saison wieder um innerhalb Zyperns zu AEL Limassol zu wechseln. Auch dort konnte sich Todorovski keinen Stammplatz sichern.
Im Sommer 2008 ging Todorovski wieder zurück nach Serbien, wo er beim Erstligisten FK Rad unterkam. In drei Jahren kam er in 63 Ligaspielen zum Einsatz und wurde 2010 auch erstmals in das mazedonische Nationalteam einberufen. Im Frühjahr 2011 kam der Klub aber in finanzielle Probleme und wollte ihn an FK Roter Stern Belgrad verkaufen, um Geld zu machen. Todorovski entschied sich allerdings dafür, ein Angebot von Polonia Warschau anzunehmen, wohin er nach Saisonende ablösefrei wechseln konnte. Die Führung von Rad Belgrad war darüber nicht erfreut und suspendierte Todorovski für die restliche Saison.
In Polen, bei Polonia Warschau konnte sich Todorovski dann einen Stammplatz sichern. 2013 zog er dann das Interesse des österreichischen Klubs SK Sturm Graz auf sich, der ihn im Sommer ablösefrei holte. Dort kam er in der UEFA-Europa-League-Qualifikation gegen Breiðablik Kópavogur erstmals in einem internationalen Vereinswettbewerb zum Einsatz. Bereits in seinem vierten Ligaspiel für Sturm Graz zog sich Todorovski einen Wadenbeinbruch zu und fiel dadurch fast ein halbes Jahr aus. Danach konnte er sich aber sofort wieder als Stammkraft auf der rechten Abwehrseite etablieren.
Zur Rückrunde der Saison 2014/2015 wechselte er zum polnischen Zweitligisten Zagłębie Lubin.
Nach dreieinhalb Jahren bei Zagłebie Lubin wechselte er Ablösefrei im Sommer 2018 zu FK Radnički Niš und zwei Jahre später weiter zu FK Grafičar Belgrad.

## Erfolge
- Zyprischer Pokalsieger (2006)